# 贝勒罗什
贝勒罗什（法語：Belleroche，法語發音：[bɛlʁɔʃ]）是法国卢瓦尔省的一个市镇，位于该省东北部，属于罗阿讷区。

## 地理
贝勒罗什（46°10'6"N, 4°24'36"E）面积13.93 平方千米，位于法国奥弗涅-罗讷-阿尔卑斯大区卢瓦尔省，该省份为法国中南部省份，北起顺时针与索恩-卢瓦尔省、罗讷省、伊泽尔省、阿尔代什省、上盧瓦爾省、多姆山省和阿列省接壤。
与贝勒罗什接壤的市镇（或旧市镇、城区）包括：阿佐莱特、普勒莱塞沙莫、普罗皮耶尔、朗沙勒、卢瓦尔省贝尔蒙、圣日耳曼拉蒙塔涅。

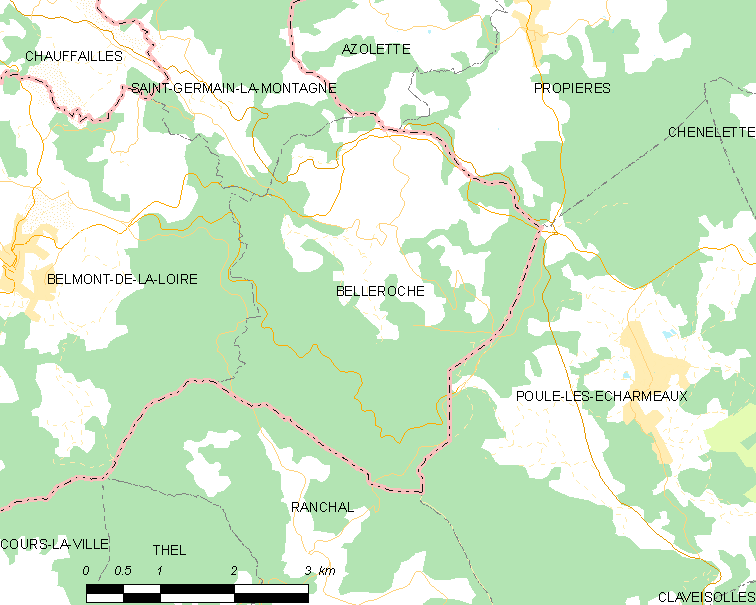
贝勒罗什的OSM定位图

贝勒罗什的时区为UTC+01:00、UTC+02:00（夏令时）。

## 行政
贝勒罗什的邮政编码为42670，INSEE市镇编码为42014。

## 政治
贝勒罗什所属的省级选区为沙尔略县。

## 人口

1962-2008年间贝勒罗什人口变化图示

贝勒罗什于2022年1月1日时的人口数量为313人。